# Ilhas Carteret
As Ilhas Carteret localizam-se no sul do Oceano Pacífico e são pertencentes à Papua-Nova Guiné e de sua província à ilha de Bougainville. Em 2007, os cerca de 2000 moradores que habitavam este atol foram removidos para a ilha de Bougainville, engrossando o grupo de vítimas do aquecimento global e da consequente subida do nível do mar, que não para de crescer nos últimos anos. Há pelos menos 20 anos, as Ilhas Carteret, a 90 km de distância de Bougainville, vêm sendo tragadas pelo aumento no nível dos oceanos. Segundo a ONU, os refugiados ambientais já somam 20 milhões de pessoas em todo o mundo.